# Dichocera lyrata
Dichocera lyrata là một loài ruồi trong họ Tachinidae.